# Пасажир (фільм, 2018)
«Пасажир» (англ. The Commuter, досл. «Приміський пасажир або Пасажир приміського транспорту») — американсько-англійський кримінальний бойовик та психологічний трилер режисера Жауме Колєт-Серра, що вийшов 2018 року. Стрічка розповідає про колишнього детектива, звільненого з роботи, та вимушеного відшукати в потязі людину, аби врятувати життя своїх рідних. У головних ролях: Ліам Нісон, Віра Фарміґа, Патрік Вілсон.
Уперше фільм продемонстрували 8 січня 2018 року у Нью-Йорку, США, у широкому кінопрокаті в Україні показ фільму має розпочатися 22 березня 2018 року.

## У ролях
| Актор              | Персонаж       | Роль                         |
| ------------------ | -------------- | ---------------------------- |
| Ліам Нісон         | Майкл МакКоулі | колишній поліцейський        |
| Віра Фарміґа       | Джоанна        | загадкова жінка              |
| Патрік Вілсон      | Алекс Мерфі    | колишній колега Майкла       |
| Джонатан Бенкс     | Волт           | постійний попутник Майкла    |
| Сем Нілл           | Девід Готорн   | капітан поліції              |
| Елізабет Макговерн | Карен МакКоулі | дружина Майкла               |
| Кілліан Скотт      | Ділан          | агент ФБР                    |
| Енді Найман        | Тоні           | пасажир приміського потягу   |
| Шазад Латіф        | Вінс           | пасажир приміського потягу   |
| Клара Лаго         | Єва            | пасажирка приміського потягу |
| Флоренс П'ю        | Гвен           | пасажирка приміського потягу |
| Дін-Чарльз Чепмен  | Денні МакКоулі | син Майкла                   |
| Адам Нагайтіс      | Джиммі         | кондуктор                    |
| Кінгслі Бен-Адір   | Гарсія         | спеціальний агент            |
| Дамсон Ідріс       | Деніс          | спеціальний агент            |
| Летиція Райт       | Жуль           | скейтбордистка               |

## Створення фільму

### Знімальна група
- Кінорежисер — Жауме Колєт-Серра
- Сценаристи — Байрон Віллінгер, Філіп де Блазі, Раян Енгл
- Кінопродюсери — Алекс Гайнеман, Ендрю Рона
- Виконавчі продюсери — Стюарт М. Бессер, Жауме Колєт-Серра, Майкл Дрейєр, Рон Галперн, Дідьє Лупфер, Хуан Сола
- Композитори — Роке Баньос
- Кінооператор — Пол Камерон
- Кіномонтаж — Ніколя де Тот
- Підбір акторів — Рег Порско-Еджертон
- Художник-постановник — Річард Брідгланд
- Артдиректор — Девід Веллер
- Декоратор — Тіна Джонс
- Художник з костюмів — Бетсі Гейманн, Джилл Тейлор[6].

### Виробництво
Знімання фільму розпочалося 26 липня 2016 року.
Попри те, що Віра Фарміґа формально отримала другу головну роль у фільмі, насправді вона має лише близько 6 хвилин ігрового часу на екрані.
Шістнадцять особистостей, про які Джоанна говорить під час початкової бесіди в поїзді, — це псевдонаукова психологічна концепція Маєрс Бріггс.
Фільм «Пасажир» — це третя співпраця Віри Фарміґи та Патріка Вілсона після х/ф «Закляття» (2013) та «Закляття 2» (2016).

### Виноски
1. 1 2  The Commuter: Release Info (англійською) . Internet Movie Database. Процитовано 3 лютого 2018.
2. 1 2  Пасажир. Kino-teatr.ua. Процитовано 3 лютого 2018.
3. ↑  Anthony D'Alessandro (14 січня 2018). ‘Jumanji’ Roars To $34M; ‘The Post’ Still The Most With $22M+; ‘The Commuter’ Punches $16M: MLK Weekend Box Office Update (англійською) . Deadline.com. Процитовано 3 лютого 2018.
4. ↑  The Commuter (англійською) . Box Office Mojo. Процитовано 3 лютого 2018.
5. ↑  The Commuter (2018) (англійською) . The Numbers. Процитовано 3 лютого 2018.
6. ↑  The Commuter: Full Cast & Crew (англійською) . Internet Movie Database. Процитовано 3 лютого 2018.
7. ↑  Patrick Hipes (13 липня 2016). ‘The Commuter’ Adds Trio, Sets October 2017 Arrival In U.S. (англійською) . Deadline.com. Процитовано 3 лютого 2018.
8. 1 2 3  Trivia